# Tratatul de la Brest-Litovsk
Tratatul de la Brest-Litovsk a fost un tratat de pace semnat pe 3 martie 1918 la Brest, (cunoscut în epocă cu numele de "Brest-Litovsk"), între Rusia și Puterile Centrale, marcând ieșirea Rusiei din Primul Război Mondial. Tratatul a devenit, practic, nul până la sfârșitul anului, dar importanța lui majoră, deși neexistentă în intențiile semnatarilor, a fost aceea de declanșator al procesului de cucerire a independenței Finlandei, Poloniei, Estoniei, Letoniei și Lituaniei.

## Armistițiul și negocierile pentru pace
Negocierile pentru pace au început pe 22 decembrie 1917, la o săptămână după declararea armistițiului dintre Rusia și Puterile Centrale, la Brest-Litovsk (în polonă: Brzesc Litewski, în belarusă: Брэст Літоўскі), în orașul care astăzi se numește Brest din Belarus, lângă frontiera polonă. Delegația germană a fost condusă de Max Hoffmann, comandantul Frontului de Răsărit german, (Oberkommando-Ostfront). Delegația rusă a fost condusă de Lev Troțki. La scurtă vreme după începerea lor, negocierile au intrat în impas din cauza pretențiilor bolșevicilor de a obține "pace fără anexări și despăgubiri" — mai pe înțelesul tuturor, o înțelegere prin care succesorul Imperiului Rus nu plătea niciun ban și nu ceda nicio palmă de pământ, rămânând, practic, un imperiu. 
Agasat de neîncetatele cereri germane pentru cesiuni teritoriale, Lev Troțki, Comisarul Poporului pentru Afacerile Externe (ministru de externe) și șef al delegației rusești, a anunțat, la 10 februarie 1918, retragerea Rusiei de la masa tratativelor și declararea unilaterală a încetării ostilităților, o poziție caracterizată drept "lipsa războiului — lipsa păcii".
Condamnat de alți bolșevici pentru depășirea mandatului încredințat și pentru expunerea Rusiei bolșevice la pericolul invaziei, Troțki și-a apărat, cu hotărâre, acțiunea, arătând că bolșevicii au acceptat tratativele de pace în speranța ridicării la lupta revoluționară a muncitorimii din Europa Centrală în sprijinul tânărului stat proletar rus.

## Reluarea ostilităților
Consecințele retragerii de la tratativele de pace au fost mai rele pentru bolșevici decât s-ar fi gândit ei vreodată în decembrie. Puterile Centrale au denunțat armistițiul, la 18 februarie 1918, și în următoarele zile au invadat și ocupat cea mai mare parte din Ucraina, Belarus și Țările Baltice. Printre ghețurile Mării Baltice, o flotă germană se apropia de Golful Finlandei și de capitala Rusiei, Sankt Petersburg. În ciuda demonstrațiilor și protestelor care au avut în loc luna de dinaintea atacului, muncitorii din Germania și Austro-Ungaria nu au reușit o revoltă de proporții, iar la 3 martie 1918 bolșevicii au căzut de acord asupra unor condiții de pace chiar mai dezavantajoase decât cele pe care le respinseseră mai înainte. 

## Tratatul de pace
Tratatul, semnat între Rusia bolșevică, pe de-o parte, și Imperiul German, Austro-Ungaria, Bulgaria și Turcia (numite, în mod colectiv, Puterile Centrale), pe de altă parte, a marcat încetarea stării de beligeranță în niște condiții neașteptat de umilitoare, care au umbrit victoria bolșevicilor în Revoluția din Octombrie 1917. 
Noul guvern bolșevic (comunist) rus a renunțat, integral, la pretențiile asupra Finlandei, viitoarelor state baltice (Estonia, Letonia și Lituania), Poloniei, Belarusului și a districtelor turcești Erdehan și Kars, precum și asupra districtului georgian Batumi. 
Cea mai mare parte a acestor teritorii au fost cedate Imperiului German, care intenționa să le transforme,de facto, în părți ale imperiului, prin impunerea unor regi sau duci dependenți de Imperiu. În legătură cu teritoriile cedate, tratatul stipula că "Germania și Austro-Ungaria vor hotărî soarta lor viitoare de comun acord cu populația locală ". Se intenționa, de fapt, să fie impuși candidați germani pe tronurile Finlandei, Letoniei și Lituaniei. 
Până în cele din urmă, înfrângerea Germaniei în Primul Război Mondial (marcată de armistițiul cu țările Antantei de la Compiègne, din 11 noiembrie 1918) a făcut posibilă declararea independenței reale a Finlandei, Estoniei, Lituaniei, Letoniei, și Poloniei. Monarhii germani impuși țărilor respective au fost nevoiți să renunțe la tron. 

### Daunele de război
Un nou tratat, semnat la Berlin pe 2 august 1918, a impus Rusiei plata unor substanțiale daune de război.

## Efectele de durată ale tratatului
Tratatul de la Brest-Litovsk a avut efect numai pentru opt luni, fiind denunțat în noiembrie 1918 de guvernul bolșevic, care a profitat, astfel de înfrângerea Germaniei și aliaților ei la sfârșitul Primului Război Mondial. În aprilie 1922, prin Tratatul de la Rapallo, Germania a acceptat anularea Tratatului de la Brest-Litovsk, cele două țări semnatare fiind de acord să renunțe reciproc la orice pretenție financiară sau teritorială.
În 1939, prin Pactul Molotov-Ribbentrop, s-au inversat, practic, cele mai multe dintre prevederile Tratatului de la Brest-Litovsk.
Tratatul de la Brest-Litovsk a marcat o reducere importantă a teritoriului controlat de bolșevici. În timp ce independența Poloniei și Finlandei a fost, în principiu,acceptată, pierderea Ucrainei și a țărilor baltice a creat o bază primejdioasă pentru acțiunile antibolșevice în Războiul civil rus care avea să vină (1918–1920). Mulți naționaliști ruși și chiar și unii dintre revoluționarii bolșevici erau înfuriați de acceptarea de către bolșevici a condițiilor tratatului, ei înrolându-se în forțele Armatei Albe anticomuniste. Deși cea mai mare parte a Ucrainei a fost recucerită până în 1920, Țările Baltice și districtele poloneze din Ucraina și Belarusul din zilele noastre au rămas în mâinile antibolșevicilor până la sfârșitul celui de al Doilea Război Mondial, când au fost integrate, pentru o perioadă de 5 decenii și jumătate, în URSS.  